# Bonneville (Górna Sabaudia)
Bonneville – miejscowość i gmina we Francji, w regionie Owernia-Rodan-Alpy, w departamencie Górna Sabaudia.

## Położenie
Leży w dolnym biegu rzeki Arve, u ujścia do niej jej lewobrzeżnego dopływu, rzeki Borne. Od północnego wschodu dominuje nad miejscowością szczyt le Môle (1863 m n.p.m.), a od południa skalista Pointe d'Andey (1877 m n.p.m.). Przez miejscowość biegnie linia kolejowa z Annemasse do Chamonix-Mont-Blanc oraz podobnie biegnąca autostrada A40.

## Demografia
Według danych na rok 1990 gminę zamieszkiwało 9998 osób, a gęstość zaludnienia wynosiła 368 osób/km² (wśród 2880 gmin regionu Rodan-Alpy Bonneville plasuje się na 68. miejscu pod względem liczby ludności, natomiast pod względem powierzchni na miejscu 282.).

## Transport
W miejscowości znajduje się stacja kolejowa Gare de Bonneville przewoźnika SNCF na linii kolejowej La Roche-sur-Foron – Saint-Gervais.

## Galeria

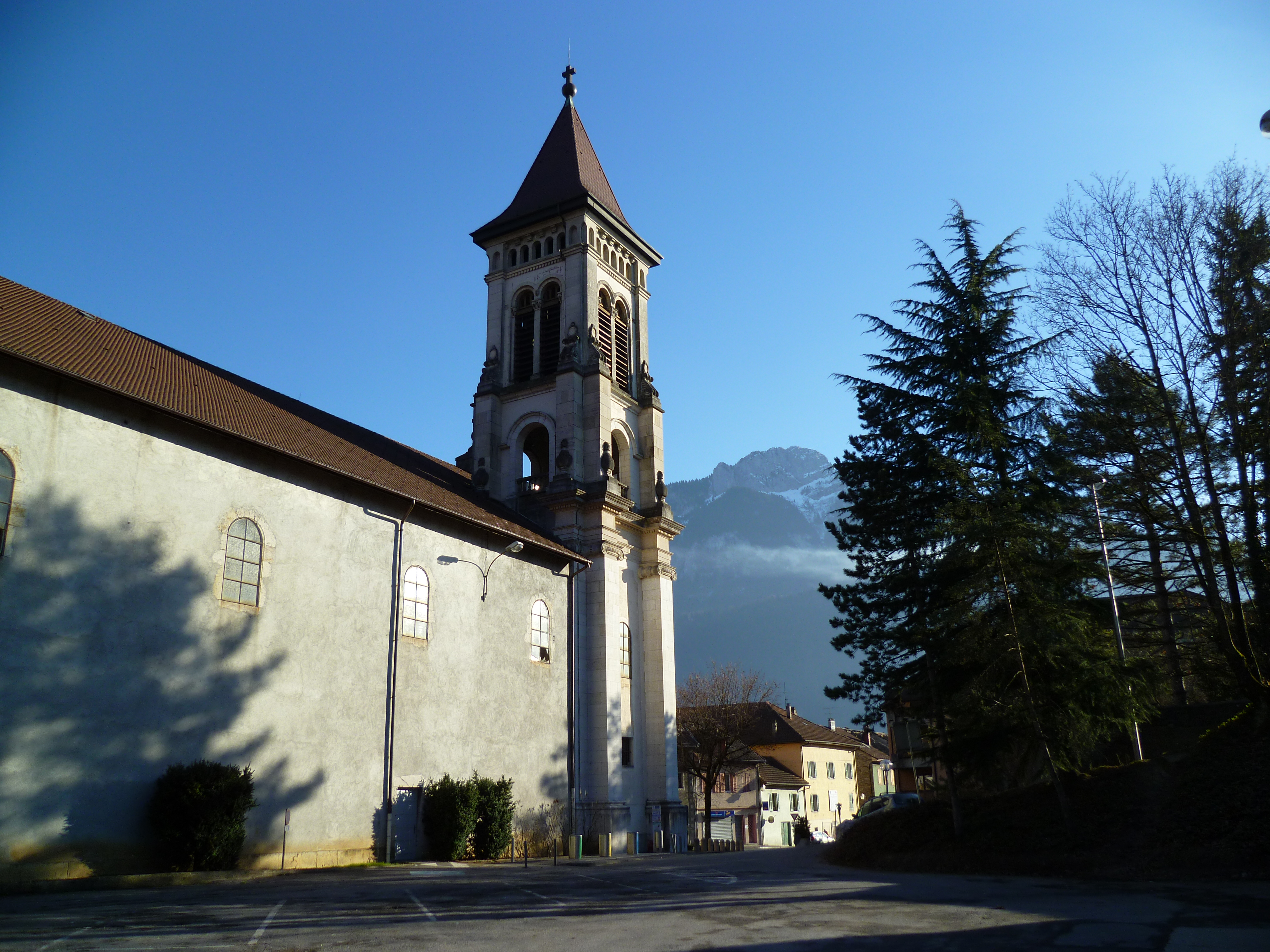
Kościół św. Katarzyny, 2011
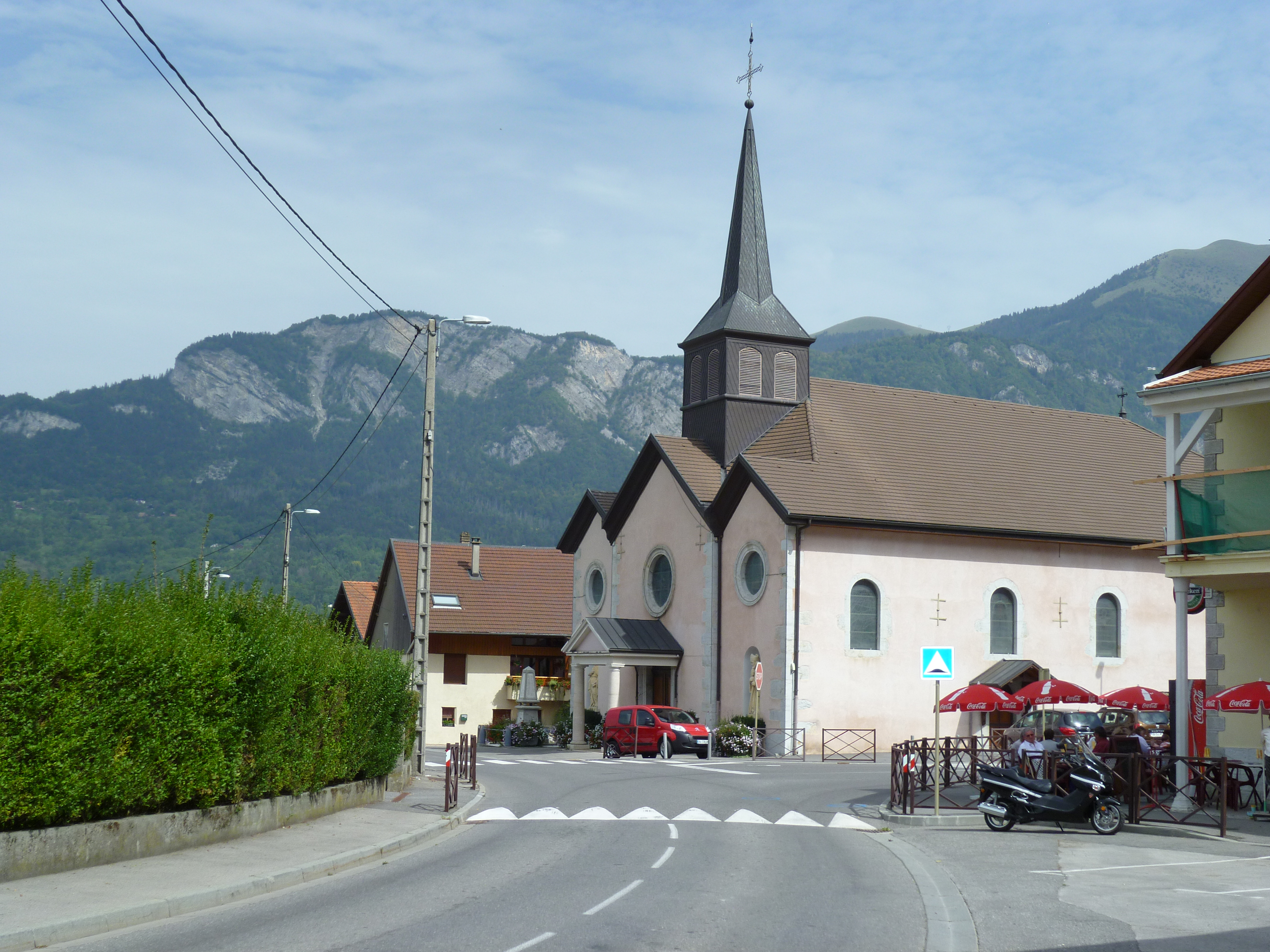
Kościół Pontchy, 2011
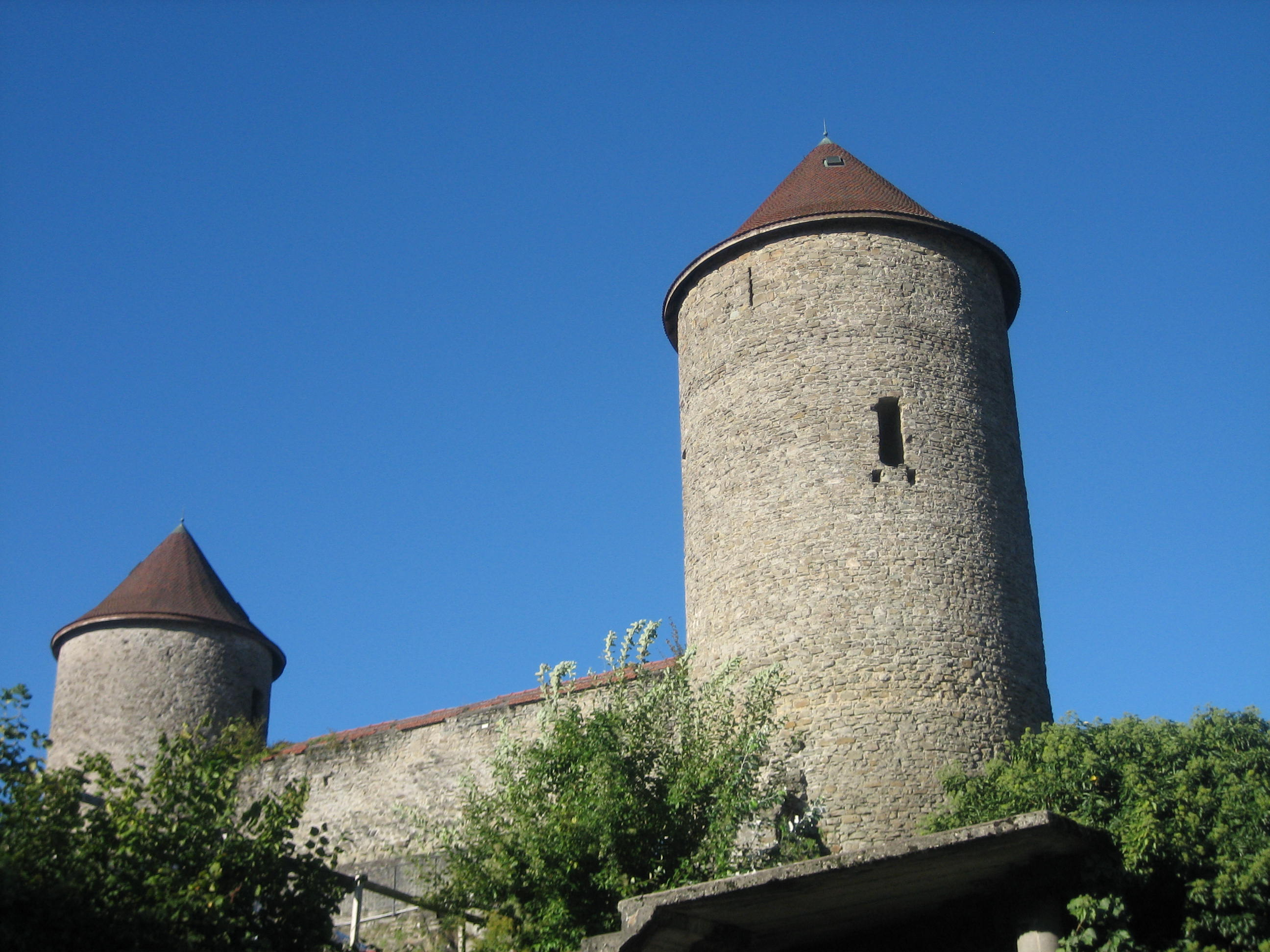
Zamek, 2011